# Hypogastrura elevata
Hypogastrura elevata är en urinsektsart som beskrevs av Cassagnau 1959. Hypogastrura elevata ingår i släktet Hypogastrura och familjen Hypogastruridae. Inga underarter finns listade i Catalogue of Life.